# Khu di tích lịch sử Giàn Gừa
Khu di tích lịch sử Giàn Gừa ở ấp Nhơn Khánh, xã Nhơn Nghĩa, huyện Phong Điền, thành phố Cần Thơ, Việt Nam; là một di tích gắn với thời khai hoang mở cõi, và là một căn cứ của quân Giải phóng miền Nam Việt Nam trước năm 1975.

## Lịch sử và giai thoại

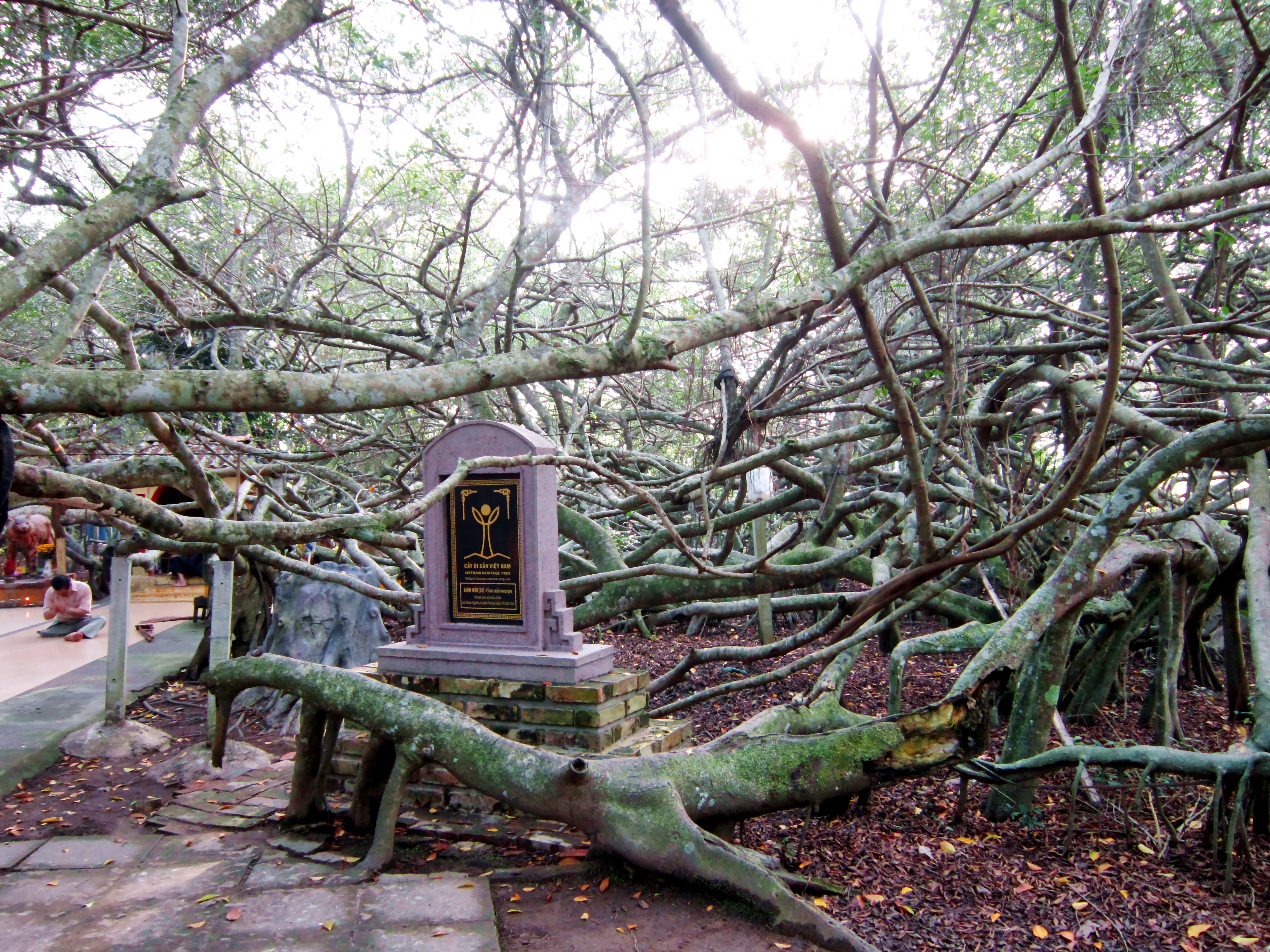
Cây gừa cổ thụ phát triển rất nhiều chi, cành

Khu Giàn Gừa trước đây có diện tích rất lớn nhưng do sự tàn phá của bom đạn chiến tranh và sự tác động của môi trường nên hiện nay chỉ còn rộng khoảng 2.740 m². Hiện nay, diện tích khu di tích đã được mở rộng khoảng 4.000 m². Trong khu có một cây gừa (Ficus microcarpa), thuộc họ Dâu tằm (Moraceae), có tuổi đời hơn 150 năm, phát triển rất nhiều chi, cành, đan xen với nhau tạo thành giàn lớn nên người dân trong vùng quen gọi "Giàn Gừa". Hiện cây gừa này có diện tích tán hơn 2.700 m², chiều cao trung bình khoảng 12m.
Đến nay chưa ai biết rõ nguồn gốc của Giàn Gừa. Nhiều lão làng trên 70 tuổi khẳng định lúc họ còn nhỏ, giàn gừa đã che phủ cả một vùng rộng lớn. Xuất phát từ tín ngưỡng dân gian, từ xưa người dân nơi đây đã dựng lên miếu thờ bà Thượng Động Cố Hỉ (hay Hỷ), vị nữ thần được nhiều người tôn kính như một ân nhân của dân làng. Ngôi miếu ấy nay đã không còn. Ngôi miếu hiện nay được lập năm 1996.

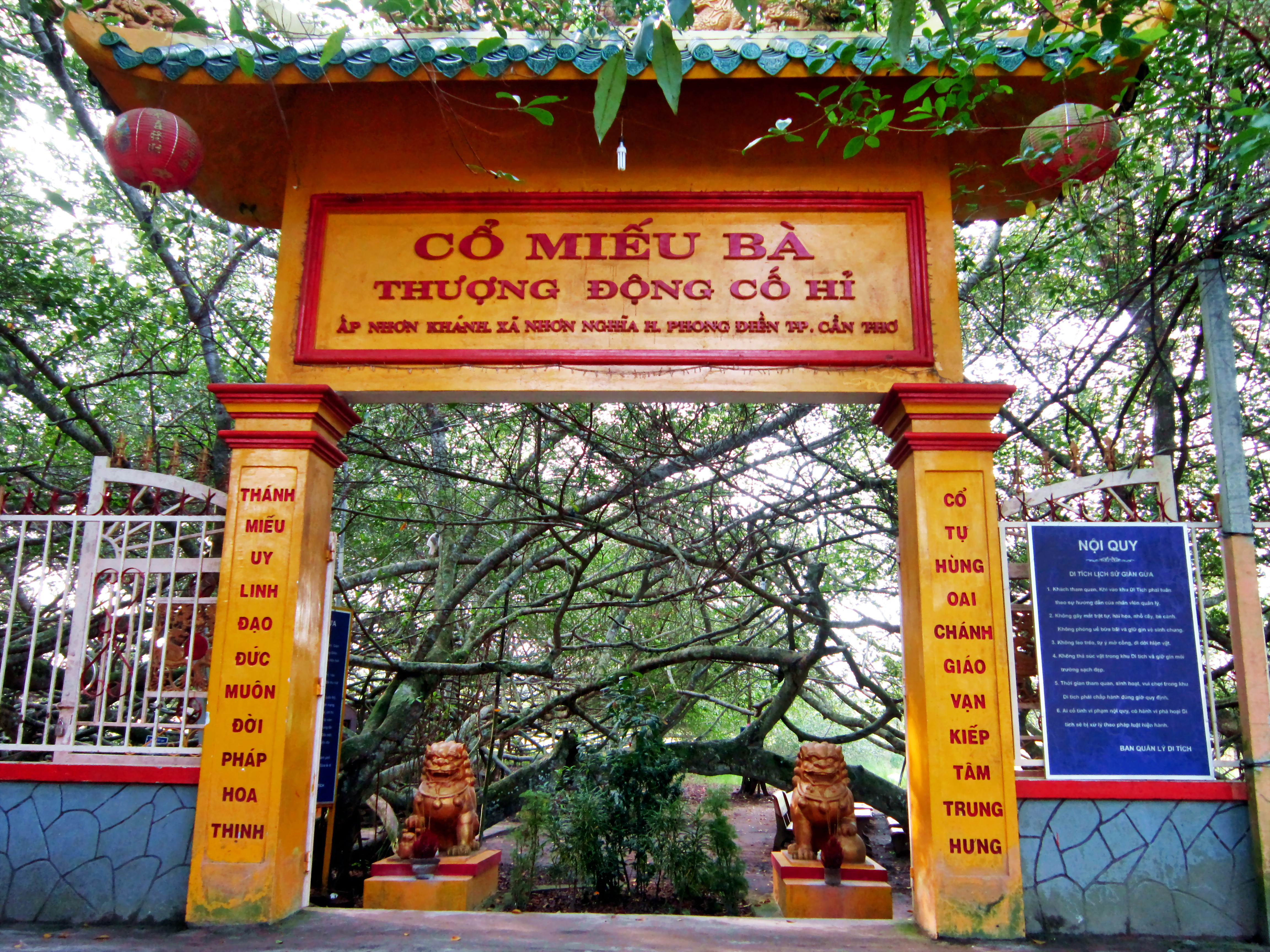
Cổng vào miếu thờ bà Thượng Động Cố Hỉ

Theo giai thoại từ xa xưa, có một gia đình họ Nguyễn đến vùng đất Nhơn Nghĩa lập nghiệp. Trong quá trình khai khẩn, không may giàn gừa bốc cháy khiến cảnh vật trở nên hoang tàn. Trong làng có nhiều người mắc bệnh lạ không chữa khỏi. Có một vị đạo sĩ từ xa đến bốc thuốc cứu độ dân làng. Ông cho biết giàn gừa này là vùng đất thiêng, nơi ngự của bà Thượng Động Cố Hỉ; giàn gừa bị cháy rụi nên Bà nổi giận do không còn chỗ đi về. Muốn an cư lạc nghiệp, người dân phải trồng lại hàng gừa và hằng năm làm lễ giỗ cúng Bà.
Trải qua 6 thế hệ, con cháu họ Nguyễn vẫn sinh sống trên mảnh đất này và thay nhau giữ gìn, tôn tạo nơi thờ phụng. Hằng năm cứ đến ngày 28 tháng 2 âm lịch, bà con dòng họ Nguyễn và người dân gần xa long trọng dâng hương, làm lễ cúng Bà. Gần đây, chính quyền và nhân dân địa phương cũng vừa tạo lập đền thờ Chủ tịch Hồ Chí Minh và 12 cô gái đã hy sinh tại ngã ba Đồng Lộc trong khuôn viên để tri ân, tưởng niệm,...

## Trong thời chiến

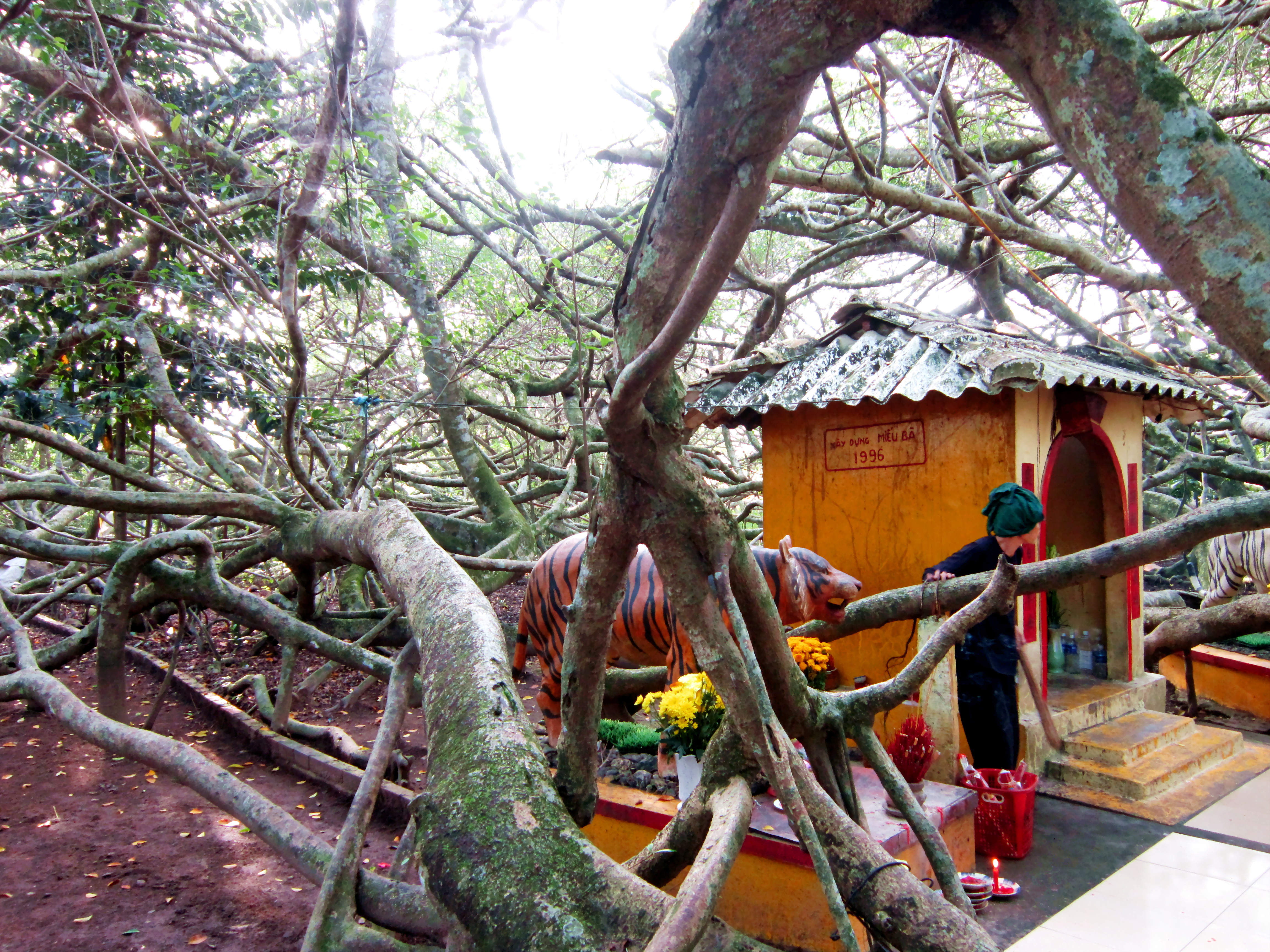
Miếu nhỏ thờ bà Thượng Động Cố Hỉ

Do địa hình hiểm yếu và hẻo lánh nên trong chiến tranh Đông Dương và chiến tranh Việt Nam, Khu di tích lịch sử Giàn Gừa từng là nơi diễn ra các cuộc họp quan trọng của Khu ủy Khu Tây Nam Bộ, Tỉnh ủy Cần Thơ; là nơi cất giấu vũ khí, tài liệu; là nơi huấn luyện, tập kết và chuyển quân. Đáng kể có: 
- Năm 1961-1965, đây là nơi đào tạo huấn luyện đội biệt động nội thành.
- Để chuẩn bị cho cuộc tổng tấn công Mậu Thân (1968), lực lượng Thành đội Cần Thơ đã chọn Giàn Gừa là nơi cất giấu vũ khí, đạn dược. Từ đây theo con rạch Bà Thợ, quân Giải phóng miền Nam Việt Nam chuyển vũ khí ra vàm Rạch Sung, vàm Bà Hiệp đến sông Cần Thơ để tấn công vào các cơ quan đầu não của Hoa Kỳ và Việt Nam Cộng hòa tại thành phố Cần Thơ.
- Năm 1975, đây là nơi tập kết của bộ đội từ rạch Bà Hiệp đến Xà No- Bà Hương để vượt sông qua lộ Vòng Cung, tiến về giải phóng Cần Thơ vào tháng 4 năm ấy.

## Di tích cấp tỉnh
Ngày 5 tháng 4 năm 2013, UBND TP. Cần Thơ ban hành Quyết định số 1225/QĐ-UBND xếp hạng Khu di tích lịch sử Giàn Gừa là di tích lịch sử – văn hóa cấp thành phố.

## Cây di sản Việt Nam
Ngày 13 tháng 6 năm 2013, cây gừa cổ thụ vừa kể đã được Hội Bảo vệ Thiên nhiên và Môi trường Việt Nam công nhận là cây di sản Việt Nam. Việc công nhận này, vừa mang ý nghĩa bảo tồn gen cổ cho loại thực vật đặc trưng ở đồng bằng sông Cửu Long, và vừa mang ý nghĩa lịch sử.